# Воронезьке акціонерне літакобудівне товариство
Воронезьке акціонерне літакобудівне товариство (рос. Воронежское акционерное самолётостроительное общество, ПАО ВАСО) — велике авіабудівне підприємство у Воронежі.

## Історія[3]
Рішення про організацію заводу було прийнято у квітні 1929 на XVI партійної конференції, яка затвердила перший п'ятирічний план розвитку СРСР. Підприємство до 1943 року мав номер 18, після номер 64. У 1941 і 1966 року завод був нагороджений орденом Леніна.

### Літаки побудовані на заводі
- 1933 АНТ-25
- 1934 ТБ-3
- 1937 ДБ-3
- 1939 Іл-2

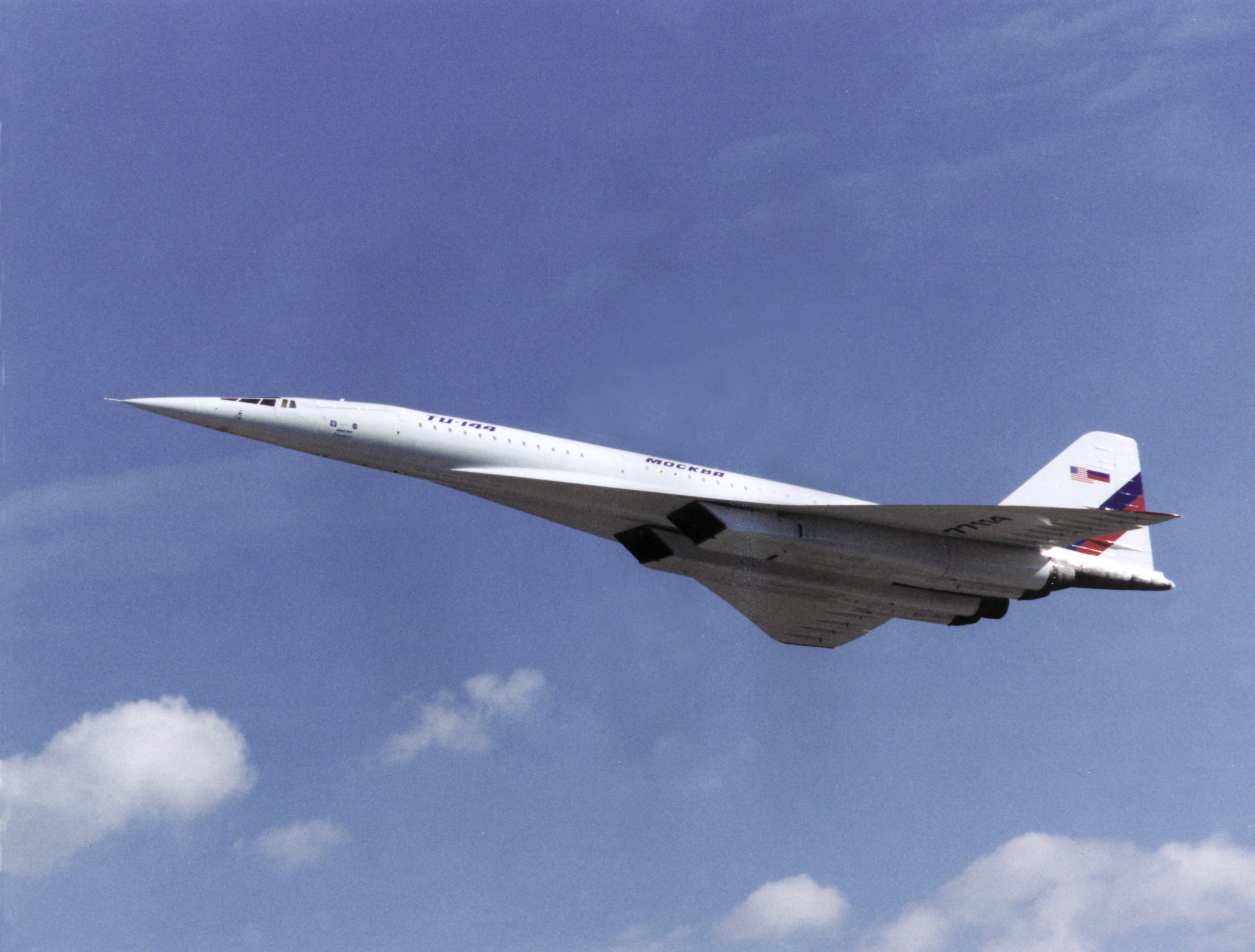
Ту-144

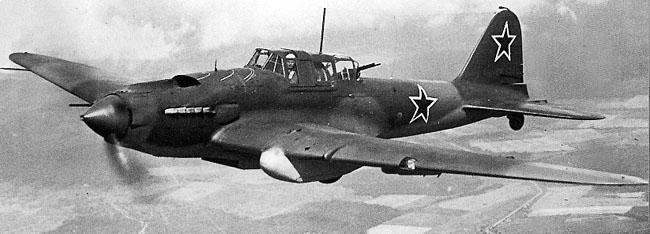
Штурмовик другої світової війни Іл-2

- 1944 Іл-10 (у жовтні 1944 року новий Іл з'явився на фронті й відзначився в битві за Берлін)
- 1949 Іл-28
- 1954 Ту-16
- 1957 Ан-10
- 1959 Ан-12
- 1960 Ту-128

У 1960 році авіазавод побудував серію важких перехоплювачів Ту-128. Технологічний заділ дозволив підприємству перейти до освоєння першого у світі надзвукового пасажирського лайнера.
- 1968 Ту-144 — перший у світі надзвуковий пасажирський літак.
- 1976 Іл-86 — далекомагістральний аеробус.
- 1986 Іл-96 — далекомагістральний аеробус.
- 2009 Іл-96-400Т
- 2017 Іл-112В

## Кооперація

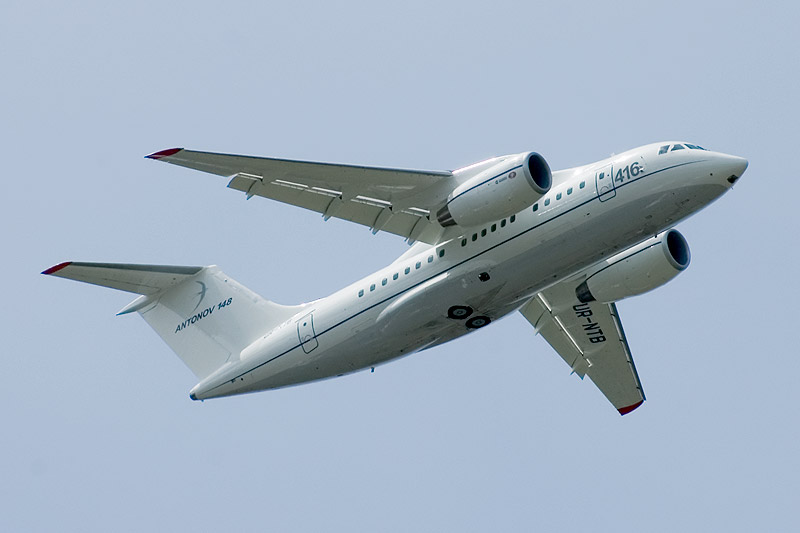
Ан-148

за ліцензією ДП «Антонов» на заводі випускається літак Ан-148. І його модифікація літаючий госпіталь Ан-148-100ЕМ.
В рамках розвитку міжнародного співробітництва в галузі авіабудування ВАСО за контрактом з європейським концерном Airbus випускає ряд окремих компонентів для сімейства літаків А320.

## Галерея

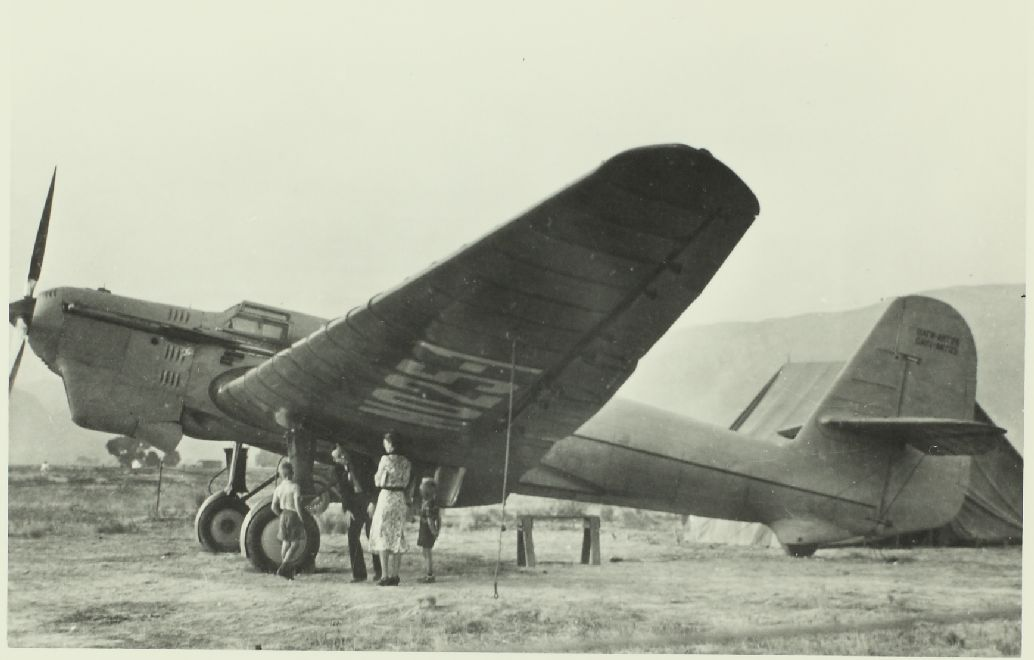
АНТ-25

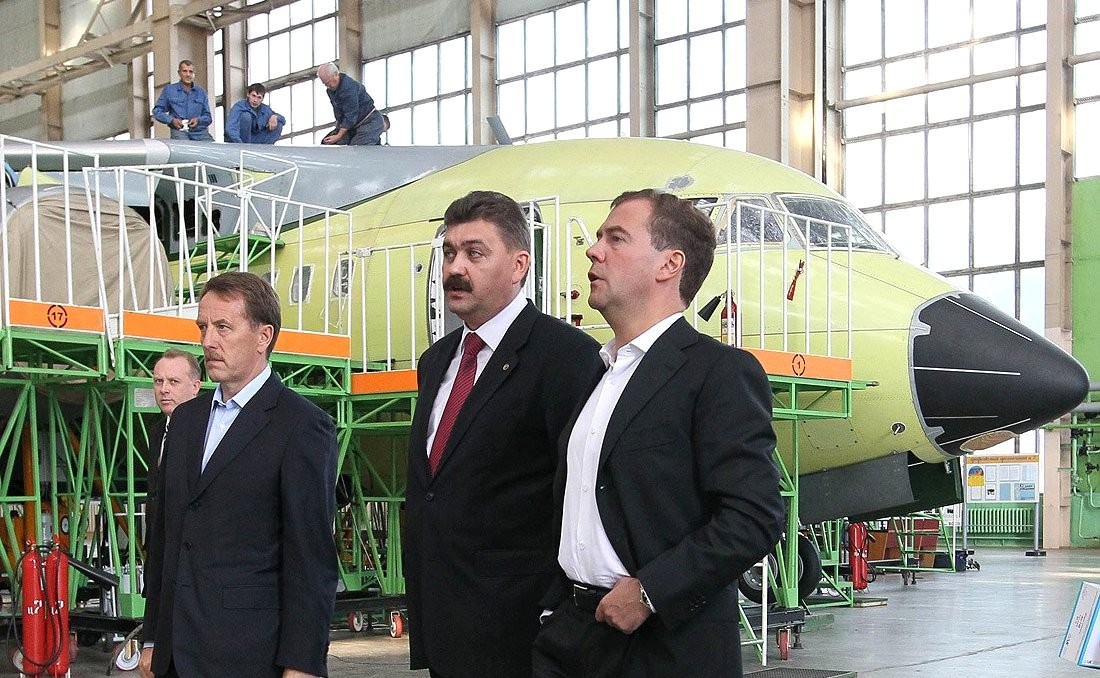
Президент Дмитро Медведєв, губернатор Воронезької області Олексій Гордєєв